# 大卡諾 (喬治亞州)
大卡諾（英語：Big Canoe）是位於美國喬治亞州道生縣的一個非建制地區。該地的面積和人口皆未知。

## 地理
大卡諾的座標為34°27′28″N 84°17′29″W / 34.45778°N 84.29139°W，而該地的平均海拔高度為472米（即1549英尺）。